# Arthur McEvoy
 Der er for få eller ingen kildehenvisninger i denne artikel, hvilket er et problem. Du kan hjælpe ved at angive troværdige kilder til de påstande, som fremføres i artiklen.

Arthur McEvoy (8. november 1868 – 21. juli 1904) var en fransk cricketspiller som deltog i de olympiske lege 1900 i Paris.
McEvoy var med på det franske crickethold Union des Sociétés Françaises de Sports Athlétiques som tabte i finalen til det britiske hold Devon & Somerset County Wanderers med 104-262, en finale som varede over to dage. Cricket var med som en del af verdensudstillingen i Paris og det var først tolv år senere, i 1912 at International Olympic Committee besluttede at cricketkampen, der kun varede en kamp, indgik som en del af det olympiske program. Det er den eneste gang cricket har været med som olympisk sport.